# Стрыга

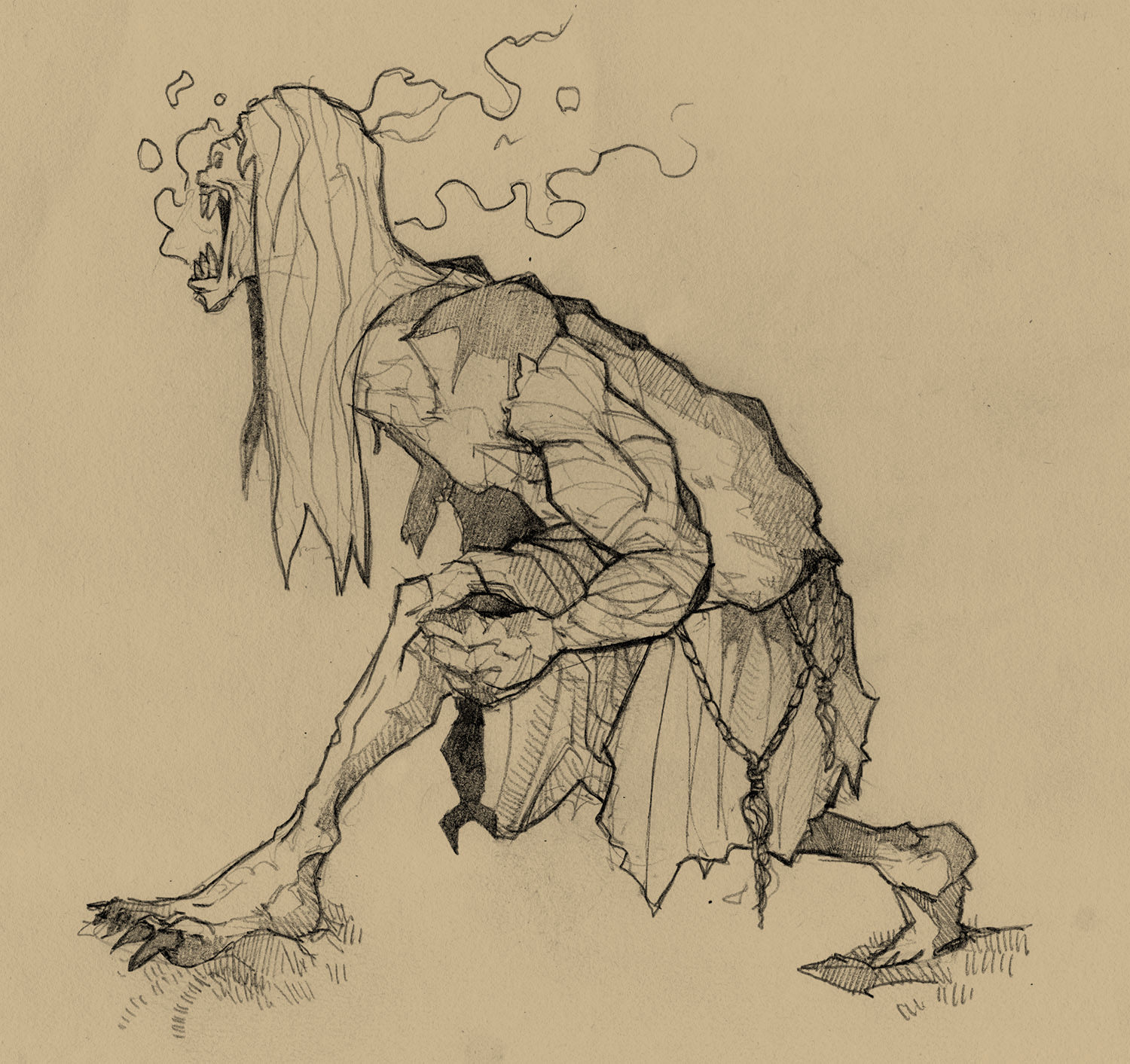
Славянский демон стрыга в представлении художника Филиппа Гутовского (источник: Сарматский Бестиарий Янека Силицкого)

Стрыга (стрига, стригонь; пол. strzyga, strziga, strzygoń от лат. strix, др.-греч. στρίξ, στρίγξ «сова-вампир») — упырь, демон в легендах Трансильвании, Западной Украины и Силезии.
Чтобы стрыга не могла вредить людям, нужно было выкопать её и проколоть ей сердце дубовым колышком (но только по легендам Силезии, поскольку в аналогичных легендах соседних народов утверждалось, что наилучшим средством является осиновый кол) либо отрезать ей голову и затем ударить её по ногам. Если кого-то при жизни могли заподозрить, что после смерти он станет стрыгой, то его хоронили ртом вниз и вставляли ему под губы камень; другим способом были похороны с серпом у головы или посмертное обезглавливание и похороны головы отдельно от тела.

## Внутреннее строение и образ жизни
В отличие от вампиров, стрыгоем, согласно силезским поверьям, человек рождался сразу. При жизни стрыга имеет два сердца, две души и два ряда зубов, причём второй ряд не заметен на первый взгляд. Этим объясняется второе название стрыг — двудушницы или двудушники. Понятие «двоедушия» появилось под венгерским влиянием. Известны случаи, когда за стрыг принимали младенцев, рождавшихся с развитыми зубами. Считалось, что после смерти стрыги одна душа покидала тело, а другая оставалась в нём и продолжала жить в теле в гробу, в котором его похоронили. Стрыги также изображались иногда и как совы, обитающие в тёмных лесах и нападающие на одиноких путников, убивающие их, высасывающие их кровь и поедающие внутренности. Считалось, что стрыги ведут ночной образ жизни и охотятся на людей, убивая их и выпивая их кровь, а также разнося моровые болезни.

## Происхождение поверья
В Силезии бытовало поверье, будто умершие покойники-стрыги могли наслать смерть на всю семью и их соседей. Эти поверья широко распространялись во времена страшных эпидемий, когда люди один за другим умирали в различных селах, а люди не понимали, почему это происходит. Считалось, что некоторые умершие могут выбираться из могил и пугать, убивать и звать людей по ночам, делать им разные подлости и резать скот. Считалось, что если в округе везде умирали люди, то рядом обитает стрыга. В Нижней Силезии монстра ещё называли Nachzehrer или Wiedergänger, а в Верхней — стрыга, если это была женщина, или стрыгун, если это был мужчина. В легендах сообщалось также, что можно украсть у стрыги покойника, которого она ходит пожирать, и затем лечь в гроб самому, пнув её, когда она подойдёт; она не сможет тотчас же убежать в свой гроб, а будет драться, но это было очень и очень опасно, и в легендах говорилось, что было мало таких, кто себе такое позволял. Иногда говорилось, что укушенный стрыгой человек не умирал, а постепенно превращается в такую же стрыгу. Наконец, отмечалось, что время от времени стрыги могут утолять свой голод кровью животных.

## Свидетельства
О стрыгах из Силезии известно в том числе из Contra incubum, alias latalecaem, исторического документа XV века. О стрыгах, которые живут в собственных гробах, едят покойников либо грызут собственные пальцы, в этом столетии писали Мартин Бом и Иоахим Кураус. Два известных случая якобы стрыгунов — самоубийцы-сапожника из Бреслау и Йоханнеса Кунтиуса из Бенниша (Верхний Бенешов возле Крнова) — также были описаны врачом из Бреслау Мартином Вайнрихом, во вступлении к книге, написанной Джованни Франческо Пичо дела Мирандоли, которая была издана в 1612 году в Страсбурге.
Йозеф Ломпа был одним из тех, кто собрал много историй и рассказов о стрыгах. Известно, что во всей Европе ещё не было толком известно о сербских вампирах, а в книжке Sympathetisch- und Antipathetischer Misch Masch 1715 года уже говорилось о стрыгах из окрестности Трновских гор. Там было описано, как они выглядят, как могут обмануть людей и как из-за них можно заблудиться. Также там было описание об угрозе быть похищенным стрыгой. И только потом, уже во всеуслышание, было заявлено о том, что описаны якобы сербские вампиры.
Этих сербских вампиров исследовали в 1732 году три австрийских врача, которые служили в армии, — Флюкингер, Сигель и Баумгартен. Несколько историй из сербской области Медвежья эти врачи описали в отчете Visum et repertum. Этот отчет вызвал бурную реакцию во всей Европе (так называемое «Вампирское безумие»), и дискуссия о вампирах продолжалась до 60-х годов XVIII века. Некоторые из дискутировавших, например, Августин Кальмет, вспоминали дополнительно ещё и о силезских стрыгах. А в Силезии тем временем даже ещё и не слыхали о сербских вампирах. Ещё в том же самом 1732 году писал о них военный врач Пол, а потом Кристиан Стиф в «Силезском историческом лабиринте», где он вспомнил ещё и о тех стрыгунах, о которых прежде писал Вайнрих.
Только потом на этой основе различные писатели в романах уже никак не позволяли присутствовать в образе стрыги мужику из провинциальной глухомани, а делали вампирами только графов и принцев.
В XIX веке множество свидетельств о стрыгах собрал Йозеф Ломпа, и впоследствии их оказалось немало ещё и в сборнике Рихарда Кюрнауа и в Zarańu Ślůnskim.

## Стрыги в силезском фольклоре и возможное происхождение образа
В силезском фольклоре известно несколько рассказов о стрыгах, в которых покойник гулял три дня, пока не обращали внимание на его гроб. Кроме того, ходили истории о стрыгунах, которые происходили из королевского или ксёндзовского рода.
В Польше в XVIII веке фольклор о стрыгах угас либо трансформировался в культ упырей или вампиров; даже в Верхней Силезии их стали иначе называть. Остался только образ стрыги, который связывался с эпидемиями, — происхождение такого образа связано с тем, что во времена мора людей хоронили в очень больших количествах и иногда погребали кого-то, кто был ещё жив, но просто был сильно ослаблен. Когда их эксгумировали, то тела погребённых часто были удивительно неестественно перекошены, с поцарапанными лицами и кровью на губах. Поэтому люди и думали, что это стрыга, и могли похоронить покойника во второй раз. Также есть предположения, что некоторые заживо похороненные могли всё же самостоятельно выбираться из гробов, но из-за их ужасного внешнего вида их принимали за стрыг и убивали.

## Во вселенной Ведьмака
Стрыга упоминается в польском фэнтези Анджея Сапковского Ведьмак (Последнее желание (книга)). Стрыгой становится проклятая дочь короля Темерии Фольтеста. Ночью она нападает на людей, а днем спит в саркофаге. Король Фольтест нанял ведьмака Ге́ральта из Ри́вии, чтобы тот расколдовал его дочь. Ведьмак успешно справился с данной ему задачей. Он провел со Стрыгой ночь в склепе. После снятия проклятия она превращается в обычную девушку.